# Yale Review
Die Yale Review ist nach ihrer eigenen Auskunft das älteste literarische Magazin der Vereinigten Staaten. Es wird von der Yale University herausgegeben.
Die Yale Review wurde ursprünglich 1819 unter dem Titel The Christian Spectator gegründet und erst 1911 in Yale Review umbenannt. Verantwortlich für den Namenswechsel war der neue Herausgeber Wilbur Cross. Wilbur Cross hatte dieses Amt für die nächsten dreißig Jahre inne. In dieser Zeit hatte die Zeitschrift ihre größte Bedeutung. Zu den Autoren, die in dieser Zeit in diesem Magazin publizierten, zählten Thomas Mann, Henry Adams, Virginia Woolf, George Santayana, Robert Frost, José Ortega y Gasset, Eugene O’Neill, Leon Trotsky, H.G. Wells, Thomas Wolfe, John Maynard Keynes, Henry L. Mencken, A.E. Housman, Ford Madox Ford und Wallace Stevens. In den 1950er und 1960er Jahren zählte auch Rachel Carson zu den Autoren dieses Magazins.